# Ron - Un amico fuori programma
Ron - Un amico fuori programma (Ron's Gone Wrong) è un film d'animazione del 2021 diretto da Sarah Smith e Jean-Philippe Vine.
La pellicola è il 1° lungometraggio prodotto dalla Locksmith Animation e viene distribuita dalla 20th Century Studios, rendendola dunque la prima pellicola d'animazione della compagnia distribuita dopo la chiusura di Blue Sky Studios.

## Trama
Nel futuro, il gigante della tecnologia Bubble svela la sua ultima creazione: il B-bot, creato dal benintenzionato Marc Weidell con l'intento di creare un amico robotico progettato per aiutare a fare amicizia e connettersi a Internet. Nella città di Nonsuch, Barney Pudowski è l'unico studente delle medie che non possiede un B-bot. I suoi ex amici d'infanzia, Savannah Meades, Rich Belcher, Noah e Ava sono tutti ammaliati dai loro B-bot personali. Il padre di Barney, Graham, che vende novità online, e sua nonna Donka si rendono conto che non ha amici e provano empatia quando Rich fa uno scherzo crudele a Barney. Vanno frettolosamente in un negozio Bubble, ma è chiuso. Fortunatamente, incontrano un corriere con un B-bot leggermente danneggiato che era caduto dal camion e lo acquistano.
Barney riceve il B-bot come regalo di compleanno in ritardo, ma dopo averlo attivato, apprende rapidamente che è difettoso. Non volendo turbare suo padre, decide di riportarlo al negozio Bubble per ripararlo. Finisce per imbattersi in Rich e nei suoi amici che lo provocano e cercano di umiliarlo. Il B-bot inizia a reagire, poiché le sue funzioni di sicurezza non si sono attivate, lui e Barney ridono insieme e corrono. Tuttavia, Rich chiama la polizia e insieme a Graham e Donka vengono portati al negozio Bubble in modo che il B-bot possa essere schiacciato. Non volendo vederlo andare via, Barney lo salva segretamente e lo chiama Ron, una versione abbreviata del suo numero di modello.
Vengono riportate le azioni di Barney e Ron. Mentre Marc è felice di vedere quest'ultimo andare contro la sua programmazione, il suo Direttore Operativo Andrew Morris lo vede come una cattiva pubblicità. Credono che Ron sia stato distrutto e che il problema sia stato risolto. Barney insegna a Ron come essere un buon amico e, mentre esce, incontra Savannah che dice a Ron che ha bisogno di aiutare Barney a farsi degli amici. Nonostante quest'ultimo dica a Savannah di non farlo, pubblica le azioni di Ron online, avvisando la rete Bubble. Il giorno dopo, il robot esce di casa e cerca di trovare "amici" per Barney, portando a scuola una serie di sconosciuti casuali. Mentre il protagonista si mette nei guai, Rich scopre la funzione sbloccata di Ron e la scarica, facendo sì che tutti gli altri B-bot disattivino le funzioni di sicurezza e il controllo genitori. I B-bot si scatenano e, alla fine, Savannah viene umiliata pubblicamente.
Andrew mette in guardia Marc sulle ramificazioni del B-bot e invia l'intera squadra di dipendenti per trovare e sbarazzarsi di Ron. Marc si allontana di soppiatto per incontrare quest'ultimo. Barney viene sospeso da scuola e dice a Ron di andarsene, ma al ritorno a casa, si rende conto che il robot era davvero un amico e decide di scappare con lui quando i dipendenti di Bubble vengono a prenderlo. Si imbattono brevemente in Savannah, ancora sconvolta per il suo incidente, e le dicono che va a nascondersi nei boschi. Barney e Ron sono inizialmente euforici nei boschi, ma finiscono per perdersi e trascorrere lì una notte spaventosa e scomoda. A scuola, i B-bot sono stati messi sotto controllo e Savannah confida a Rich che sono stati indirettamente responsabili della situazione di Barney.
Bubble usa le proprie risorse per prendere il controllo di tutti i B-bot per cercare Ron e Barney. Riescono a nascondersi da loro, ma a causa del freddo e dell'asma di Barney, diventa debole. Ron riporta quest'ultimo alla città appena fuori dalla scuola dove Savannah, Rich, Noah e Ava si precipitano ad aiutarlo. Barney viene portato in ospedale e si riprende, prima di incontrare Marc che è impressionato da Ron. Quest'ultimo risolve i problemi di Ron e quindi lo rende un B-bot diverso. Barney chiede a Marc di accedere al cloud per ottenere la personalità originale di Ron, ma Andrew ha rilevato l'azienda e ha bloccato Marc. Quest'ultimo, Barney, Graham e Donka irrompono nel quartier generale di Bubble per salvare Ron.
Attraverso un piano elaborato, Barney riesce ad arrivare al database di Bubble e trova i dati originali di Ron e lo carica di nuovo nel suo corpo. Vedendo che Bubble ha accesso diretto ai B-bot di tutti, e rendendosi conto che tutti sono soli quanto lui, Barney suggerisce di aggiornare tutti i B-bot per avere i difetti di Ron. Tuttavia, questo significa che quest'ultimo sarà disperso in Internet. Barney saluta con riluttanza Ron mentre la sua programmazione viene diffusa a tutti. Marc ricatta Andrew per fargli restituire la sua posizione di AD dopo averlo registrato segretamente mentre ammetteva che i B-bot spiano i loro proprietari a scopo di lucro.
Tre mesi dopo, tutti hanno un B-bot difettoso, ma sono contenti delle loro personalità selvagge e strane. Barney non ne ha più uno, ma è diventato molto più socievole e si è avvicinato ai suoi ex amici. Mentre si ritrovano al "Barney Bench" durante la ricreazione, una gigantesca torre Bubble che si affaccia su Nonsuch produce la faccia di Ron, il che significa che è ancora vivo.

## Produzione
Nel settembre 2017 la Locksmith Animation e la 20th Century Studios hanno siglato un contratto per la produzione di un film d'animazione ogni 12-18 mesi. Il 12 ottobre 2017 viene annunciato che il primo lungometraggio della Locksmith sarebbe stato Ron - Un amico fuori programma.
Sarah Smith, co-fondatrice della Locksmith, ha partecipato alla stesura della sceneggiatura ed alla regia.
L'animazione ed il doppiaggio sono stati fatti da remoto durante la pandemia di COVID-19.

## Promozione
L'8 giugno 2021 è stato distribuito il primo teaser trailer.

## Distribuzione
Il film è stato presentato al BFI London Film Festival il 9 ottobre 2021. Distribuito nelle sale nel Regno Unito a partire dal 15 ottobre e negli Stati Uniti dal 22 ottobre. In Italia è stato distribuito a partire dal 21 ottobre 2021.
Il film è stato reso disponibile il 15 dicembre 2021 in Italia su Disney+, il film è uscito il 13 dicembre 2021 su DVD e Blu-ray in Regno Unito, ma non esce in Italia. Negli Stati Uniti, invece, è stato reso anche su HBO Max e su Disney+ sempre lo stesso giorno, dopo che la WarnerMedia e la Disney hanno firmato, il 22 novembre 2021, un accordo per condividere i diritti streaming per i film FOX.

### Edizione italiana
La direzione del doppiaggio italiano è a cura di Alessia Amendola, su dialoghi di Carlotta Cosolo con la supervisione artistica di Lavinia Fenu, per conto della Dubbing Brothers Int. Italia. La direzione musicale e i testi italiani delle canzoni sono stati affidati a Ermavilo e Lorena Brancucci. Sono presenti nel cast del doppiaggio anche i creators DinsiemE che prestano la voce al B-Bot di AVA, al B-Bot di Alice e al B-Bot Invincible.